# FK Comae Berenices-variabel
FK Comae Berenices-variabeln är en typ av roterande variabel. Variablerna är snabbt roterande jättar med spektralklass G till K med ojämn ytljusstyrka, troligen orsakade av stora solfläckar. Variabeltypen uppvisar också starka emissionslinjer i sitt spektrum. De kännetecknas förutom av den snabba rotationen med hastigheter på 100–160 km/s också av stark magnetisk aktivitet och röntgenstrålning, med väldigt heta koronor.

## FK Comae Berenices-stjärnor
V645 Monocerotis, eller 28 Monocerotis, är den ljusstarkaste av de kända FK Com-variablerna och varierar mellan visuell magnitud 4,68 och 4,70. Andra variabler i gruppen är prototypstjärnan, FK Comae Berenices, 31 Comae Berenices, eller LS Comae Berenices, V1794 Cygni, AB Doradus och UZ Librae. FK Comae Berenices varierar mellan visuell magnitud +8,03 och 8,43 med en period av 2,4015 dygn.